# Solopaca
Solopaca – miejscowość i gmina we Włoszech, w regionie Kampania, w prowincji Benewent.
Według danych na I 2009 gminę zamieszkiwało 4058 osób przy gęstości zaludnienia 130,8 os./1 km².